# Международен център Борнмът
„Международен център Борнмът“ в британския град Борнмът е открит през септември 1984 година. Едно от най-големите съоръжения за конференции, изложби и концерти в Южна Великобритания. Включва няколко зали – Уиндзор, Трейгънуел, Пърбек и Солънт.
Залата „Уиндзор“ има капацитет 4100 места и една от най-големите зали във Великобритания.